# NSB Skd 210
Der Schienentraktor der Baureihe  Skd 210 wurde ab 1945 von Norges Statsbaner (deutsch Norwegische Staatsbahnen) in Norwegen eingesetzt. Die von Deutz in Köln hergestellte Kleinlokomotive wurde für kleinere Transportaufgaben und zum Rangieren auf Anschlussbahnen und in den Bahnhöfen verwendet.

## Geschichte
Deutz baute 1942 die Lok mit der Baunummer 39719. Sie hatte Ähnlichkeiten mit den zu dieser Zeit von Industriebetrieben für ihre Werksbahnen beschafften Lokomotiven wie etwa dem Deutz-Typ PMV 230 R. Während des Zweiten Weltkrieges kam die Lok nach Norwegen und verblieb dort 1945 nach dem Abzug der Wehrmacht.

## Verbleib
Die Lok wurde am 11. September 1961 ausgemustert und anschließend verschrottet.